# 身份验证
身份验证（英語：Authentication）又称認证、鉴权，是指通过一定的手段，完成对用户身份的确认。
身份验证的目的是确认当前所声称为某种身份的用户，确实是所声称的用户。在日常生活中，身份验证并不罕见；比如，通过检查对方的证件，我们一般可以确信对方的身份。虽然日常生活中的这种确认对方身份的做法也属于广义的“身份验证”，但“身份验证”一词更多地被用在计算机、通信等领域。
身份验证的方法有很多，基本上可分为：基于共享密钥的身份验证、基于生物学特征的身份验证和基于公开密钥加密算法的身份验证。不同的身份验证方法，安全性也各有高低。

## 字源
認證（英語：Authentication）的字根源自古希臘語：，意為真實、真正的，以及古希臘語：，意為權威者，或親手製作者。

## 基于共享密钥的身份验证
基于共享密钥的身份验证是指服务器端和用户共同拥有一个或一组密码。当用户需要进行身份验证时，用户通过输入或通过保管有密码的设备提交由用户和服务器共同拥有的密码。服务器在收到用户提交的密码后，检查用户所提交的密码是否与服务器端保存的密码一致，如果一致，就判断用户为合法用户。如果用户提交的密码与服务器端所保存的密码不一致时，则判定身份验证失败。
使用基于共享密钥的身份验证的服务有很多，如：绝大多数的网络接入服务、绝大多数的BBS以及维基百科等等。

## 基于生物学特征的身份验证
基于生物学特征的身份验证是指基于每个人身体上独一无二的特征，如指纹、虹膜等等。

## 基于公开密钥加密算法的身份验证
基于公开密钥加密算法的身份验证是指通信中的双方分别持有公开密钥和私有密钥，由其中的一方采用私有密钥对特定数据进行加密，而对方采用公开密钥对数据进行解密，如果解密成功，就认为用户是合法用户，否则就认为是身份验证失败。
使用基于公开密钥加密算法的身份验证的服务有：SSL、数字签名等等。